# 澤田柳吉
澤田 柳吉（さわだ りゅうきち、1886年3月13日 - 1936年9月16日）は、日本のピアニスト。一般聴衆を前に演奏会を開いた最初の日本人ピアニストと言われている。

## 概要
東京都に生まれ、東京音楽学校でピアノを学ぶ。同期には久野久子や小松耕輔、大和田愛羅らがいる。
浅草オペラの創設に携わり、幕間でピアノ演奏を行なった他、オペレッタなどの上演に参加した。
1923年、関東大震災によって浅草オペラが壊滅的打撃を受けると、大阪府へ移住。演奏活動の他、大阪洋楽研究所を主宰し、ピアノ・声楽・音楽理論などを教えた。
黎明期の日本のレコード会社に、洋楽・邦楽を問わず数多くの伴奏や器楽の録音を遺したことで知られる。その中には、日本人初となるショパンやベートーヴェンのピアノ曲も含まれている。
1936年、大阪にて50歳で死去。

## 伝記
- 多田純一『澤田柳吉　日本初のショパン弾き』春秋社、2023年